# 38674 Тешинсько
38674 Тешинсько (38674 Těšínsko) — астероїд головного поясу, відкритий 9 серпня 2000 року.
Тіссеранів параметр щодо Юпітера — 3,583.
Названо на честь Тешинської Сілезії (або Цешинська Сілезія) (польська: Śląsk Cieszyńskiⓘ, чеська: Těšínské Slezskoⓘ або Těšínskoⓘ, німецька: Teschener Schlesien) — історичного регіону в південно-східній Сілезії, навколо міста Цешин.